# کالیمانتان جنوبی
کالیمانتان جنوبی (بورنئوی جنوبی) (اندونزیایی: Kalimantan Selatan) یکی از استان‌های اندونزی است.

## جغرافیا
پایتخت این استان شهر بانجارماسین است.
کالیمانتان جنوبی یکی از ۵ استان اندونزی است که در جزیرهٔ بورنئو واقع شده‌است.
این استان از سمت شرق به تنگهٔ ماکاسار، از سمت شمال و غرب به کالیمانتان مرکزی، از سمت جنوب به دریای جاوه و هم‌چنین از سمت شمال به بخش کوچکی از کالیمانتان شرقی محدود شده‌است.

## جمعیت
جمعیت کالیمانتان جنوبی در سال ۲۰۰۰ بالغ بر ۲٫۹۷ میلیون نفر بوده که این رقم در سال ۲۰۰۸ به ۳٫۴۵ میلیون نفر افزایش یافته‌است.
در سال ۲۰۰۸ شمار گردشگران این استان بالغ بر ۳۳۹٬۰۰۰ نفر بوده که از این تعداد، ۲۱٬۰۰۰ نفر از گردشگران بین‌المللی (بیش‌تر از چین، فیلیپین و هند) بوده‌اند.

## مردم
بانجاری‌ها با ۷۶ درصد، جاوه‌ای‌ها با ۱۳ درصد و بوگیس‌ها با ۱۲ درصد، عمده‌ترین گروه‌های قومی ساکن در کالیمانتان جنوبی به‌شمار می‌روند. زبان اندونزیایی زبان رسمی و زبان بانجاری زبان ساکنان این استان است.

## مذهب
مسلمانان ۸۹ درصد، مسیحیان با ۱٫۲ درصد، بوداییها با ۰٫۴۲ درصد و هندوها با ۰٫۱۱ درصد، بزرگ‌ترین گروه‌های مذهبی کالیمانتان جنوبی محسوب می‌شوند.